# 100 mm/55 Model 68
100 mm/55 Model 68 — 100-миллиметровая корабельная универсальная установка, разработанная и производимая в Франции компанией Mecanique Creusot-Loire. Состоит на вооружении ВМС Франции, а также ВМС Аргентины, Бельгии, Малайзии, Португалии, Болгарии и Турции. С 1996 года на вооружение поступает усовершенствованная версия Model 1968-II.

## Разработка проекта
Разработка нового 100-миллиметрового орудия по заказу французского флота начата компанией Mecanique Creusot-Loire в середине 1960-х годов. Эта система разрабатывалась на базе 100-миллиметровой артустановки Model 1964, став её облегчённой и усовершенствованной версией.

## Конструкция
Артустановка состоит из боевого и подбашенного отделения. Орудие имеет ствол-моноблок длиной 55 калибров. Он имеет двойную систему водяного охлаждения — с помощью воды, циркулирующей между стволом и стеклопластиковым кожухом и с помощью продувки ствола водо-воздушной смесью после каждого выстрела. Башня изготовлена из армированного пластика, в конструкции АУ широко использованы лёгкие сплавы. Готовый к стрельбе боезапас находится в магазине, вмещающем 35 унитарных патронов.
Время реакции установки 10 секунд, скорости наведения: в вертикальной плоскости — 25° в секунду, в горизонтальной — 40° в секунду. Благодаря быстродействию, скорострельности и небольшой массе, артустановка 100 mm/55 Model 68 считается эффективным средством, прежде всего для ПВО.
Имеются три основные модели орудия: Model 1968 — базовая модель, Model 1968 CADAM — усовершенствованная модель с повышенной надёжностью и скорострельностью, Model 1968-II или 100 TR — модель со сниженной радиолокационной заметностью.

## Установки на кораблях
- Эсминцы типа «Гамбург»
- Фрегаты типа «Горизонт»
- Фрегаты УРО типа «Лафайет»
- Фрегаты типа «Кёльн»
- Фрегаты типа «Вилинген»
- Корветы типа «Драммонд»
- Корветы типа «Д’Эстьен д’Орв»